# Mieczysław Grąbka

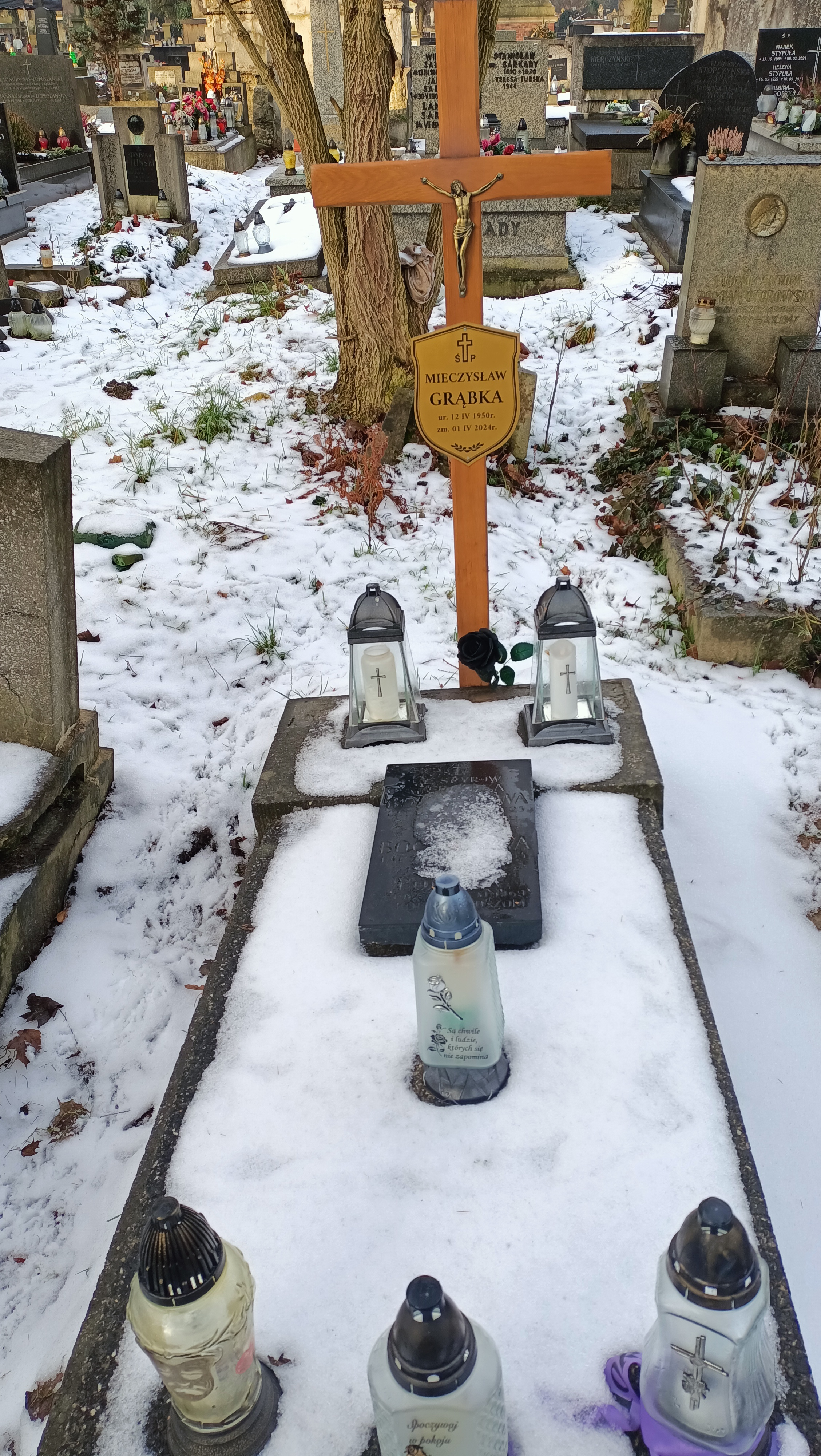
Grób Mieczysława Grąbki na Cmentarzu Rakowickim w Krakowie

Mieczysław Stefan Grąbka (ur. 12 kwietnia 1950 w Krakowie, zm. 1 kwietnia 2024 tamże) – polski aktor filmowy, teatralny i dubbingowy, scenarzysta, reżyser i wykładowca Państwowej Wyższej Szkoły Teatralnej im. Ludwika Solskiego w Krakowie.

## Życiorys
W drugiej połowie lat 60. był wokalistą krakowskich, młodzieżowych zespołów beatowych Krucjata Muzyczna Posłów Ferdynanda II i Rubiny. W 1973 uzyskał dyplom w Państwowej Wyższej Szkole Teatralnej im. Ludwika Solskiego w Krakowie. Został aktorem Teatru Starego im. Heleny Modrzejwskiej w Krakowie. Występował w pierwszych edycjach Spotkań z Balladą, gdzie wykazywał się umiejętnościami choreograficznymi i parodystycznymi.
Zmarł 1 kwietnia 2024. 12 kwietnia został pochowany na cmentarzu Rakowickim.

## Filmografia
- 2012: Wszystkie kobiety Mateusza – Józef Robak
- 2012: Yuma – „Chrzęstny”
- 2010: Lęk wysokości – Malik
- 2010: Joanna – kierownik poczty
- 2008: Ile waży koń trojański? – producent filmowy
- 2008: Jak żyć? – wujek Józek
- 2007: Wino truskawkowe – sierżant
- 2006: Ja wam pokażę! – redaktor naczelny pisma
- 2005: Zakochany Anioł – węglarz w Bieszczadach
- 2005: Komornik – prokurator
- 2004: Vinci – paser Mieczysław „Gruby”
- 2000: Szczęśliwy człowiek – Rajmund, sąsiad Sosnowskich
- 2000: Wyrok na Franciszka Kłosa – Chomiński
- 1996: Miki Mol i Straszne Płaszczydło – Ambaras (głos)
- 1995: Lampa i słowik – narrator (głos)
- 1994: Śmierć jak kromka chleba – górnik (nie występuje w czołówce)
- 1994–1998: Bajki zza okna – różne role (głos)
- 1991: Lisiczka – Hipolit Szatrapa (głos)
- 1987: Droga, którą idę
- 1986: Kosmiczne przygody profesora Nerwosolka –
  - profesor Nerwosolek (głos),
  - Lord Hokus-Pokus (głos)
- 1985: Zaproszenie – lagerarzt w Auschwitz
- 1985: Prometeusz – lektor (głos)
- 1984: Przygody profesora Nerwosolka – profesor Nerwosolek (głos)
- 1984: Ażiotaż biletów na czas – Bruno Schulz
- 1984: Kobieta w kapeluszu – Rysio
- 1980: Z biegiem lat, z biegiem dni… – Antoni Relski
- 1978: Biały mazur – Stanisław Kunicki
- 1978–1980: Wyprawa profesora Gąbki – Myping (głos)
- 1976: Próba ognia – inżynier Marcin Górny
- 1976: Człowiek z marmuru – lektor Polskiej Kroniki Filmowej (głos; naśladujący głos Andrzeja Łapickiego)
- 1972: Szklana kula – Mops
- 1972: Skarb trzech łotrów – wywiadowca ochraniający Ewę Zawadowską